# Leidbachhorn
Das Leidbachhorn ist ein 2907 m ü. M. hoher Berg im Schweizer Kanton Graubünden.

## Beschreibung
Das schroffe Leidbachhorn liegt zwischen dem Davoser Ortsteil Monstein und dem Sertigtal. Im Süden wird es durch die Scharte der Lidbachfurgga vom Älplihorn getrennt. Der Nordgrat steigt rasch zu den begrasten Hängen des Rinerhorns ab. Namensgebend für den Berg ist der etwa 3 km lange Leidbach, der im Westanhang des Leidbachhorns entspringt und bei Davos-Glaris in das Landwasser mündet.

## Erschliessung
Seit 1969 werden die Nordwesthänge des Leidbachhorns durch den Doppelskilfit Nülli der Bergbahnen Rinerhorn erschlossen. Auf den Gipfel führt kein Wanderweg, er wird nur selten bestiegen.